# Pierre Lucat
Pierre Lucat (Milano, 15 febbraio 1978) è un attore italiano.

## Biografia
Nato a Milano e cresciuto in Valle d'Aosta (terra di origine della sua famiglia), si è diplomato come attore al GEIQ Théâtre di Lione.  Si è inoltre perfezionato seguendo laboratori con Giulia Lazzarini, Emma Dante, Jean-Louis Hourdin e Denis Rabaglia.
Bilingue italiano-francese, ha lavorato nei più importanti teatri italiani e francesi sotto la direzione di Jean Louis Martinelli, ricci/forte, John Fulljames, Gabriel Alvarez, Chiara Guidi, Renaud Lescuyer, Dominique Lardenois, Livio Viano, Lionel Armand, Claudine Chenuil, Jean-Pierre Jouglet e altri registi ancora.

## Filmografia

### Cinema
- Press - Il Film - regia di Alessandro Bertino e Paolo Isetta (2015)
- A Quintet - segment Polaroid - regia di Roberto Cuzzillo (2013)
- Cloclo - regia di Florent Emilio Siri (2011)
- Noi credevamo - regia di Mario Martone (2009)
- Les Montagnards sont là - regia di Piergiorgio Gay (2007)

### Televisione
- Un mondo nuovo - regia di Alberto Negrin - Raiuno (2014)
- Un posto al sole coi fiocchi - regia di Fabio Sabbioni - Raitre (2013)
- La farfalla granata - regia di Paolo Poeti - Raiuno (2013)
- Gino Bartali - L'intramontabile - regia di Alberto Negrin - Raiuno (2005)
- Rocco Schiavone, regia di Michele Soavi - serie TV, episodio 1x03 (2016)

## Teatro
- Cloruro di odio - Requiem pour Aigues-Mortes - regia di Jean-Pierre Jouglet (2012)
- Ithaque (di Botho Strauß) - regia di Jean-Louis Martinelli (2011)
- Le Navire Night (di Marguerite Duras) - regia di Yves Charreton (2010)
- Andrea del Sarto (di Alfred de Musset) - regia di Lionel Armand (2008)